# Băiuț
Băiuț (en hongrois Erzsébetbánya) est une commune roumaine du județ de Maramureș, dans la région historique de Transylvanie et dans la région de développement du Nord-Ouest.

## Géographie
Băiuț est située au centre du Județ, dans la haute vallée de la rivière Lăpuș, au cœur des Monts Lăpușului (massif d'origine volcanique qui culmine sur le territoire communal au Mont Văratec à 1 357 m).
Le village se trouve à 80 km de Baia Mare, la préfecture du Județ, et à 30 km de la ville de Târgu Lăpuș.
La commune est composée des trois villages suivants :
- Băiuț (1 935), siège de la commune ;
- Poiana Botizii (374) ;
- Strâmbu-Băiuț (791).

Le climat est de type continental (janvier : −6 °C, juillet : 18 °C).

## Histoire
La première mention écrite du village date de 1315 sous le nom hongrois de "Lapos-Banya" (mine du Lapos).
Le nom hongrois du village, Erzsébétbánya (Mine d'Elisabeth) témoigne de l'activité minière très ancienne du lieu.

## Démographie
En 1910, la commune comptait 740 Roumains (33,9 % de la population) et 1 416 Hongrois (64,8 %).
En 1930, les autorités recensaient 947 Roumains (47,4 %), 1 003 Hongrois (50,2 %) ainsi qu'une petite communauté juive de 37 personnes qui fut exterminée par les Nazis durant la Seconde Guerre mondiale.
En 2002, la commune comptait 1 620 Roumains (60 %) et 1 066 Hongrois (39,5 %).
| 1880  | 1900  | 1910  | 1930  | 1956  | 1977  | 1992  | 2002  | 2007  |
| ----- | ----- | ----- | ----- | ----- | ----- | ----- | ----- | ----- |
| 2 437 | 2 137 | 2 184 | 1 998 | 2 810 | 3 339 | 3 100 | 2 699 | 2 539 |

## Économie
L'économie de la commune est basée sur l'exploitation des forêts et sur des mines (en déclin). Le tourisme prend une importance grandissante car le village est le point de départ de nombreuses randonnées en montagne.

## Lieux et monuments
- Église en bois Saint-Pierre et Saint-Paul datant de 1830.
- Réserve naturelle « Peștera cu Oase », réserve géologique : grottes, fossiles.
- Réserve naturelle « Tăul Negru », plante carnivore drosera rotundifolia.